# Jhusi Kohna
Jhusi Kohna è una suddivisione dell'India, classificata come census town, di 16.309 abitanti, situata nel distretto di Allahabad, nello stato federato dell'Uttar Pradesh. 